# Рябов, Иван Михайлович
Иван Михайлович Рябов (род. 26 января 2005, Санкт-Петербург) — российский хоккеист, нападающий московского «Спартака», выступающий также за фарм-клуб воскресенский «Химик».

## Биография
Начал заниматься хоккеем в школе «Форвард» из Санкт-Петербурга, в 2014 году перешёл в академию петербургского «Динамо», а в 2016 году перешёл в школу «Крыльев Советов». С сезона 2021/22 начал привлекаться к играм в Молодёжной хоккейной лиге за МХК «Крылья Советов». Дебютировал в МХЛ 5 сентября 2021 года в матче против петербургского МХК «Динамо» (2:1), своё первое очко в лиге набрал 8 октября 2021 года в матче против «Тайфуна» (3:2 Б), сделав голевую передачу, а свою первую шайбу забросил 19 ноября 2021 года в матче против «Капитан» (4:2). В своём дебютном сезоне в МХЛ провёл 44 матча и набрал 20 (9+11) очков. Всего за МХК «Крылья Советов» провёл 77 матчей и набрал 46 (18+28) очков.
2 июня 2023 года перешёл в систему московского «Спартака», заключив двусторонний контракт на два года. После перехода начал выступать за МХК «Спартак» в МХЛ. С 2024 года начал привлекаться к играм за фарм-клуб «Спартака» во Всероссийской хоккейной лиге, воскресенский «Химик». Дебютировал в ВХЛ 25 января 2024 года в матче против «СКА-Невы» (3:5). Первое очко на профессиональном уровне набрал 1 октября 2024 года в матче против «Торпедо-Горький» (7:0), сделав голевую передачу, а первую шайбу забросил 25 октября 2024 года во встрече против «Норильска» (6:4). 12 ноября 2024 года дебютировал за «Спартак» в Континентальной хоккейной лиге в матче против «Локомотива» (0:2), проведя на площадке три минуты и 25 секунд. В мае 2025 года продлил контракт со «Спартаком» на три года. 24 мая 2025 года вместе с МХК «Спартак» стал обладателем Кубка Харламова и был признан самым ценным игроком как плей-офф МХЛ, так и регулярного чемпионата МХЛ.

## Достижения
- Обладатель Кубка Харламова: 2025
- Самый ценный игрок чемпионата МХЛ: 2024/25[13]
- Самый ценный игрок плей-офф МХЛ: 2025[12]